# Samsung Galaxy S24
Samsung Galaxy S24 — флагманские смартфоны компании Samsung, представленные 17 января 2024 года на мероприятии Galaxy Unpacked. Они отличаются высоким уровнем производительности, инновационными камерами с искусственным интеллектом, плоскими экранами с переменной частотой обновления 120 Гц и поддержкой стилуса S Pen (только для модели Ultra).
Samsung Galaxy S24 — это базовая модель серии, имеющая 6,2-дюймовый дисплей с разрешением Full HD+, процессор Snapdragon 8 Gen 3, 8 ГБ оперативной и 128/256/512 ГБ встроенной памяти, аккумулятор ёмкостью 4000 мАч с поддержкой быстрой зарядки 25 Вт, беспроводной зарядки 15 Вт и реверсивной зарядки 4,5 Вт. Основная камера состоит из трёх модулей: 50-мегапиксельного широкоугольного, 12-мегапиксельного ультраширокоугольного и 10-мегапиксельного телеобъектива с 3-кратным оптическим зумом. Фронтальная камера имеет разрешение 12 мегапикселей. Смартфон имеет защиту от воды и пыли по стандарту IP68, сканер отпечатков пальцев в экране, стереодинамики и NFC. Смартфон доступен в четырёх цветах: жёлтом, фиолетовом, сером и чёрном.
Samsung Galaxy S24+ — это улучшенная версия Galaxy S24, имеющая 6,7-дюймовый дисплей с разрешением Full HD+, аккумулятор ёмкостью 4900 мАч и дополнительный модуль камеры с 3-кратным оптическим зумом. Остальные характеристики совпадают с Galaxy S24. Смартфон также доступен в четырёх цветах: жёлтом, фиолетовом, сером и чёрном.
Samsung Galaxy S24 Ultra — это топовая модель серии, имеющая 6,8-дюймовый дисплей с разрешением Quad HD+, процессор Snapdragon 8 Gen 3, 12 ГБ оперативной и 256/512 ГБ встроенной памяти. Также имеется версия на 1 ТБ встроенной памяти. Аккумулятор ёмкостью 5000 мАч с поддержкой быстрой зарядки 45 Вт, беспроводной зарядки 15 Вт и реверсивной зарядки 4,5 Вт. Основная камера состоит из пяти модулей: 200-мегапиксельного широкоугольного, 12-мегапиксельного ультраширокоугольного, 50-мегапиксельного телеобъектива с 5-кратным оптическим зумом, 10-мегапиксельного телеобъектива с 3-кратным оптическим зумом и 3D ToF-сенсора. Фронтальная камера имеет разрешение 12 мегапикселей. Смартфон имеет защиту от воды и пыли по стандарту IP68, сканер отпечатков пальцев в экране, стереодинамики, NFC и поддержку S Pen, который входит в комплект поставки и хранится в специальном отсеке в корпусе. В отличие от младших моделей серии Galaxy S24, в Galaxy S24 Ultra используется титановая рама вокруг корпуса. Смартфон доступен в четырёх цветах: чёрном, сером, фиолетовом и жёлтом.
| Модель    | Дисплей | Чип                                                          | Аккумулятор       | Камеры | Коммуникации                         |
| --------- | --- | ------------------------------------------------------------ | ----------------- | --- | ------------------------------------ |
| S24       | 6,2 дюйма; LTPO dynamic amoled; разрешение 1080 x 2340 FHD+; частота обновления 1-120 Гц; яркость 2600 нит; стекло Corning Gorilla Armor;     | Qualcomm Snapdragon 8 Gen 3 for Galaxy / samsung Exynos 2400 | 4000 mAh (Li-Ion) | Основная камера: 50 мегапикселей, диафрагма f/1.8, размер пикселя 1.00 pm; Широкоугольная камера: 12 мегапикселей, диафрагма f/2.2, размер пикселя 1.22 pm; Телеобъектив: 10 мегапикселей, диафрагма f/2.4, размер пикселя 1.00 pm; оптический зум 3x                                                                                             | Wi-Fi 6E; bluetooth 5.3; GPS, A-GPS; |
| S24+      | 6,7 дюйма; LTPO dynamic amoled 2x; разрешение 1440 x 3120 WQHD+; частота обновления 1-120 Гц; яркость 2600 нит; стекло Corning Gorilla Armor; | Qualcomm Snapdragon 8 Gen 3 for Galaxy / samsung Exynos 2400 | 4900 mAh (Li-Ion) | Основная камера: 50 мегапикселей, диафрагма f/1.8, размер пикселя 1.00 pm; Широкоугольная камера: 12 мегапикселей, диафрагма f/2.2, размер пикселя 1.22 pm; Телеобъектив: 10 мегапикселей, диафрагма f/2.4, размер пикселя 1.00 pm; оптический зум 3x                                                                                             | Wi-Fi 6E; bluetooth 5.3; GPS, A-GPS; |
| S24 Ultra | 6,8 дюйма; LTPO dynamic amoled 2x; разрешение 1440 x 3120 WQHD+; частота обновления 1-120 Гц; яркость 2600 нит; стекло Corning Gorilla Armor; | Qualcomm Snapdragon 8 Gen 3 for Galaxy                       | 5000 mAh (Li-Ion) | Основная камера: 200 мегапикселей, диафрагма f/1.7, размер пикселя 1.00 pm; Широкоугольная камера: 12.2 мегапикселей, диафрагма f/2.2, размер пикселя 1.40 pm; Телеобъектив+Портретный: 12 мегапикселей; диафрагма f/2.4, размер пикселя 1.12 pm; Телеобъектив; 50 мегапикселей, диафрагма f/3.4, размер пикселя 1.00 pm; оптический зум 3,5,10x; | Wi-Fi 7; bluetooth 5.3; GPS, A-GPS;  |

## Galaxy AI
Galaxy AI — это технология искусственного интеллекта, встроенная в новые смартфоны Samsung Galaxy S24, Galaxy S24+ и Galaxy S24 Ultra. Galaxy AI призвана улучшить различные аспекты жизни пользователей, такие как общение, творчество, поиск и обучение. Galaxy AI состоит из нескольких функций, которые работают в синергии с аппаратными возможностями смартфонов, такими как камера, экран, процессор и аккумулятор.
Некоторые из функций Galaxy AI включают:
- Синхронный перевод (Live Translate) — двусторонний голосовой и текстовый перевод телефонных звонков и разговоров в режиме реального времени в предустановленном приложении. Эта функция позволяет преодолеть языковой барьер и общаться с людьми из разных стран без необходимости использовать сторонние приложения или сервисы.
- Фото-ассистент (Photo Assist) — интеллектуальный помощник, который подсказывает, как сделать лучший снимок в зависимости от сцены, освещения, композиции и других факторов. Фото-ассистент также может автоматически улучшать качество фотографий, применяя различные эффекты и фильтры.
- ProVisual engine — новый алгоритм обработки изображений, который использует искусственный интеллект для повышения детализации, цветопередачи, динамического диапазона и других параметров камеры. ProVisual engine также поддерживает функции, такие как Ночной Зум (Night Zoom), AI Зум (AI Zoom) и Super HDR-превью (Super HDR Preview), которые позволяют снимать чёткие и яркие фото и видео в любых условиях.
- Чат-ассистент (Chat Assist) — функция, которая помогает подобрать идеальный тон общения в сообщениях и других приложениях. Чат-ассистент анализирует контекст и цель разговора и предлагает подходящие ответы и действия. Чат-ассистент также может переводить сообщения в режиме реального времени на 13 языков с помощью встроенного искусственного интеллекта в клавиатуре Samsung.
- Auto — приложение, которое автоматически анализирует входящие сообщения и предлагает уместные ответы и действия, когда пользователь находится за рулем. Auto также может читать сообщения вслух и управлять навигацией, музыкой и другими функциями смартфона с помощью голосовых команд.

## Маркетинг
Компания Samsung запустила Samsung Galaxy S24 Ultra на воздушном шаре на высоту более 35 километров. Смартфон был запущен из четырёх мест в США: из Южной Калифорнии, из Лас-Вегаса, из гор Сьерра-Невада и из Гранд-Каньона. Он был поднят в стратосферу в лёгкой корзине, подвешенной к наполненному водородом воздушному шару. За нескольких дней Galaxy S24 Ultra сделал более 150 снимков с разным фокусным расстоянием. При этом использовались все модули основной камеры. Samsung хотела продемонстрировать производительность своей флагманской камеры. На снимках хорошо виден рельеф гор, белоснежные вершины и различные водоёмы. После запуска все смартфоны благополучно вернулись на Землю.